# Chambre d'écho (médias)
Ne doit pas être confondu avec Chambre d'écho.

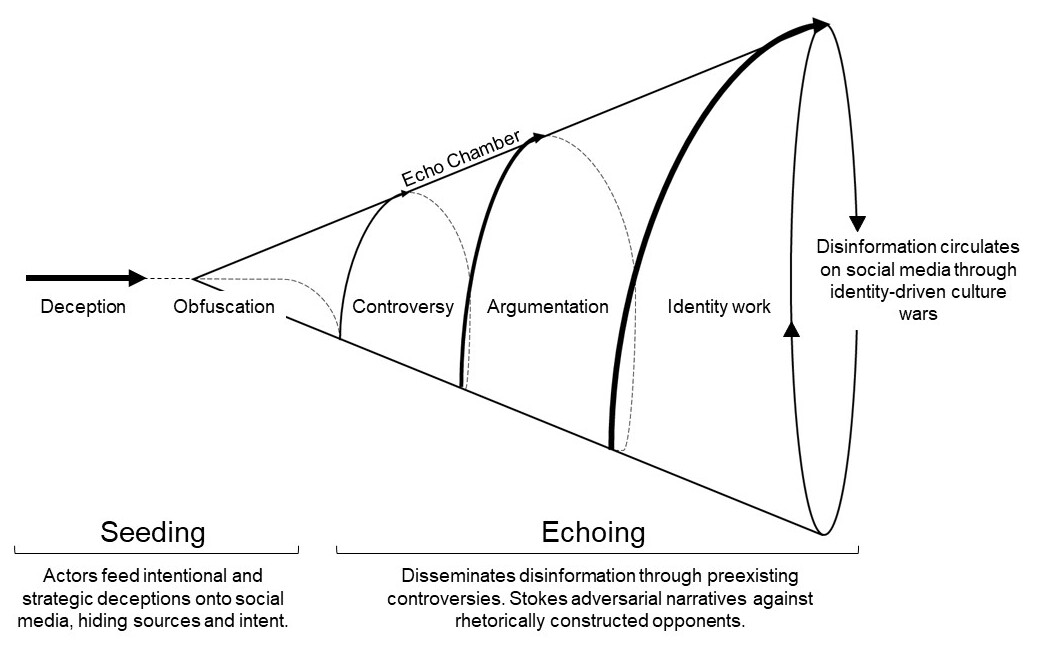

Dans les médias de la communication, une chambre d'écho (ou chambre d'écho médiatique) est une description métaphorique d'une situation dans laquelle l'information, les idées, ou les croyances sont amplifiées ou renforcées par la communication et la répétition dans un système défini. Il s'agit d'une analogie avec la chambre d'écho acoustique, ou chambre réverbérante, dans laquelle les sons sont réverbérés par les murs. À l'intérieur d'une chambre d'écho médiatique, les sources ne sont généralement pas remises en question et les points de vue opposés sont censurés ou sous-représentés.

## Mécanismes
John Scruggs, lobbyiste chez le cigarettier Philip Morris, décrit en 1998 deux mécanismes de ce qu'il appelle les «chambres d'écho». Le premier consiste en la répétition d'un même message par différentes sources. Le second mécanisme consiste en la diffusion de messages similaires mais complémentaires par une seule source. Scruggs décrit la chambre d'écho comme stratégie pour augmenter la crédibilité de certaines informations  au regard d'une audience cible.
Avec la démocratisation de l'internet et l'arrivée des médias sociaux, les chambres d'écho se sont multipliées. Les algorithmes des réseaux sociaux agissent comme des filtres et engendrent ce qu'on a nommé des bulles de filtres. L'utilisateur à l'intérieur d'une telle bulle obtient de l'information triée à son insu en fonction de son activité sur un réseau. L'accessibilité accrue aux informations correspondant aux opinions des individus fait que ces derniers sont moins exposés à des opinions différentes des leurs. Dans les chambres d'échos, les opinions opposées à celles de la majorité sont peu diffusées et, lorsqu'elles le sont, sont souvent la cible d'attaques par cette majorité pour les discréditer.
Lorsqu'une information est reprise par de nombreux médias, elle peut être déformée, exagérée, jusqu'à être plus ou moins dénaturée. En augmentant l'exposition à une rumeur infondée, sa crédibilité a tendance à augmenter. À l'intérieur d'une chambre d'écho, il peut ainsi arriver qu'une majorité d'individus croient en une version dénaturée d'une information véridique, ou en une information carrément fausse.

## Conséquences
Souvent, les individus isolés au sein des chambres d’échos médiatiques sont entraînés dans un enfermement intellectuel et informationnel, construit en fonction de leur vision du monde, ce qui les conforte dans leurs convictions et les amène à l’incapacité à porter un regard critique et constructif sur les opinions qu'on leur présente. Ainsi, ces personnes sont moins aptes à juger de la qualité des informations auxquelles elles sont exposées. Ce bornage intellectuel est visible notamment à travers la théorie des platistes, soutenue par la Flat Earth Society[réf. souhaitée].
Par ailleurs, ces chambres d’échos peuvent être touchées par la mal-information ou encore par les fake news. L'impact de ces dernières et des chambres d’échos est exacerbé par l’utilisation massive des réseaux sociaux[réf. nécessaire]. En effet, les débats politiques, ou encore les manifestations telles que celles des Gilets jaunes,[réf. nécessaire] sont des événements propices à la création de fake news, qui seront alors propagées par les chambres d’échos. 